# Bistum Dapaong
Das Bistum Dapaong (lat.: Dioecesis Dapangoensis) ist das nördlichste Bistum in Togo, Bischofssitz in Dapaong.
Das Bistum wurde am 1. März 1960 von Papst Johannes XXIII. mit der Apostolischen Konstitution Ex quo als Apostolische Präfektur Dapango aus Gebieten des Bistums Sokodé errichtet und am 6. Juli 1965 von Papst Paul VI. mit der Apostolischen Konstitution Quod universo zum Bistum erhoben. 1990 erhielt das Bistum, der Umbenennung der Stadt Dapaong folgend, seinen heutigen Namen.

## Ordinarien

### Apostolischer Präfekt von Dapango
- Barthélemy-Pierre-Joseph Hanrion OFM, 29. März 1960–6. Juli 1965

### Bischöfe von Dapango/Dapaong
- Barthélemy-Pierre-Joseph Hanrion OFM, 6. Juli 1965–18. September 1984
- Jacques Tukumbé Nyimbusède Anyilunda, 3. Dezember 1990–15. November 2016
- Dominique Banlène Guigbile, seit 15. November 2016